# Button Gwinnett
Button Gwinnett, född 1735 i Gloucestershire, död 19 maj 1777 nära Savannah, Georgia, var en amerikansk politiker och affärsman. Han representerade 1776 Georgia i kontinentalkongressen. Han innehade Georgias guvernörsämbete från 4 mars till 8 maj 1777. Han undertecknade USA:s självständighetsförklaring som en av tre delegater från Georgia.
Gwinnett döptes den 10 april 1735. År 1757 gifte han sig med Ann Bourne från Wolverhampton och flyttade 1762 med henne till Charleston i South Carolina. Två år senare inledde han sin verksamhet som affärsman i Georgia.
Gwinnett undertecknade USA:s självständighetsförklaring tillsammans med två andra delegater från Georgia: Lyman Hall och George Walton. Efter att ha representerat Georgia i kontinentalkongressen deltog Gwinnett i Georgias konstitutionskonvent år 1777. Gwinnett innehade Georgias högsta ämbete för en kort tid efter att Archibald Bulloch avled i ämbetet. Gwinnett förlorade guvernörsvalet 1777. En kort tid senare dödades han i en duell av Lachlan McIntosh. Gwinnett County har fått sitt namn efter Button Gwinnett.
Gwinnetts titel anges ibland som tillförordnad president och ibland som tillförordnad guvernör. Redan företrädaren Bullock som först hade varit president hade fått titeln guvernör mot slutet av sin ämbetsperiod och Georgias konstitution från februari 1777 definierade det högsta ämbetet uttryckligen som ett guvernörsämbete. Gwinnett var dock en tillförordnad ämbetsinnehavare som aldrig valdes till guvernörsämbetet enligt den nya konstitutionens föreskrifter.
Medan John Hancocks underskrift är den mest kända av alla dem som undertecknade självständighetsförklaringen, har Gwinnetts underskrift uppskattats vara den mest värdefulla av dem. Få dokument med Gwinnetts underskrift har bevarats och därför har dess värde uppskattats till över hälften av hela samlingens värde i en samling med alla undertecknarnas underskrifter. Isaac Asimovs novell "Button, Button" är en science fiction-berättelse där en professor ämnar återskapa Gwinnetts autograf.